# Arthur und die Freunde der Tafelrunde
Arthur und die Freunde der Tafelrunde ist eine 3D-Animationsserie für Kinder aus dem Jahr 2018, die in Deutschland und Frankreich entstanden ist. Es erschienen 98 Episoden in zwei Staffeln und 3 Specials „Wie alles begann“.

## Handlung
Der Waisenjunge Arthur und seine Freunde Tristan, Gawain und Sagramor werden am Hofe von Camelot zu Rittern ausgebildet. Zusammen mit Prinzessin Guinevere bilden sie einen Freundschaftsbund namens „die Tafelrunde“. Sie beschützen ihren König Uther vor seinen unzähligen Feinden und verhindern, dass das Zauberschwert „Excalibur“ in die falschen Hände gerät. Sie träumen davon, einst mit dem Ritterschlag belohnt zu werden, doch ihre Heldentaten bleiben stets ungewürdigt. Arthurs Mentor, der Zauberer Merlin, lehrt sie die magische Welt der Kobolde, Feen, Drachen, Riesen und Einhörner zu schützen.

## Synchronisation
| Figur           | Deutsche Synchronstimme |
| --------------- | ----------------------- |
| Arthur          | Sebastian Fitzner       |
| Gawain          | Maximilian Artajo       |
| Guinevere       | Valentina Bonalana      |
| Igraine         | Yesim Meisheit          |
| Uther Pendragon | Tilo Schmitz            |
| Madame Birgit   | Ranja Bonalana          |
| Merlin          | Dieter Hallervorden     |
| Mordred         | Ricardo Richter         |
| Morgane         | Lisa Marie Becker       |
| Morgause        | Ann Vielhaben           |
| Prinz Drogon    | Jannik Endemann         |
| Sagramor        | Patrick Keller          |
| Tristan         | Liam Mockridge          |
| Ulfin           | Erik Stappenbeck        |